# The Qwaser of Stigmata
The Qwaser of Stigmata (聖痕のクェイサー, Seikon no Kueisā) est un manga écrit par Hiroyuki Yoshino et dessiné par Kenetsu Satō, notable pour sa violence et son utilisation de fanservice, faisant de la succion d'énergie provenant de poitrine feminine un des thème centraux de la série. Le manga est publié en chapitres dans le magazine mensuel Champion Red de l'éditeur Akita Shoten entre septembre 2006 et juillet 2016, et 24 tomes ont été commercialisés. La version française est éditée partiellement par Kazé.
Une adaptation en série animée de vingt-quatre épisodes a été diffusée entre janvier et juin 2010 à la télévision japonaise en version fortement censurée, et en webcast en version non-censurée sur Biglobe. Une seconde saison de douze épisodes nommée The Qwaser of Stigmata II (聖痕のクェイサー II, Seikon no Kweisā II) a ensuite été diffusée entre avril et juin 2011.

## Synopsis
Au XXIe siècle, une guerre éclate au Japon où se multiplient les affrontements religieux : remise en cause de la foi divine, rapprochement avec les idées obscurantistes du christianisme orthodoxe… De son côté, Mafuyu Oribe et sa cousine Tomo Yamanobe, toutes deux étudiantes à la prestigieuse académie St-Mikhailov, font la connaissance d'un mystérieux jeune garçon à la chevelure argentée.
Son nom est Aleksander "Sasha" Nikolaevich Her. Ce dernier n’est autre qu’un Qwaser, humain qui tire son pouvoir du soma (substance liquide contenu dans les seins des femmes) et capable de manipuler un des matériaux du tableau périodique des éléments (oxygène, fer...). C’est le mystère qui plane autour d’une icône, censée exaucer tous les vœux, qui va mettre le feu aux poudres et entraîner l’académie dans la bataille sanglante contre d'autres Qwaser...

## Concepts et terminologie
- Athos: Une entité d'espionnage et d'opérations spéciales de l'agence de l'église orthodoxe orientale comme le CIA, ou le FBI des États-Unis ou même d’Interpol dont l'objectif principal est d'empêcher la "Theotokos of tsarytsin" de devenir une affaire d'état.
- Maria: Mot qui désigne l'alter-égo combattant d'un Qwaser dont la fonction principale est de fournir du soma.Dans la série, Sasha et Ekaterina montrent chacun que la relation entre Maria et Qwaser peut varier de très professionnelle à très personnelle.
- Qwaser: Tous les humains possédant un pouvoir surnaturel, pouvoir étant lié à un élément chimique. Cette caractéristique particulière peut grandement varier en efficacité selon les Qwaser et même sous différentes circonstances. Pour maintenir cette compétence à son maximum, le Qwaser aura toujours besoin d'une réserve de Soma.
- Soma: La substance sacrée qui produit l'énergie élémentaire des Qwasers, surtout en combat. À chaque fois qu'un Qwaser se nourrit de soma en buvant du lait d'une fille vierge, le Qwaser absorbe la force vitale de la fille bien que le lait maternel puisse voir sa qualité améliorée ou diminuée en fonction de l'état émotionnel de la vierge. La personnalité de la vierge rentre également en compte dans le pouvoir généré par le soma.
- Theotokos of Tsarytsin: La légendaire image qui dépeint la vierge Marie en train de nourrir son fils Jésus avec son sein afin qu'il puisse changer le cours du monde.
- Le grand circuit Ancien: Un circuit ancien élémentaire composé de 5 objets connus sous le nom de "Épée de Maria", "Foudre de Magdalena", "Or de Noah", "Silence de Moses" et la "Résurrection de David". Leur existence ne peut pas être copiée ou reproduite, même la façon dont le circuit a été créé est inconnue.
- Les 12 adeptes: Une secte religieuse dont les têtes sont composées de treize Qwaser dont l'objectif principal est d'obtenir le "Theotokos of Tsarytsin" dans le but de purifier ce qu'ils voient comme une pollution dans le monde en utilisant les secrets des "Mystères cachés". Le second objectif des Adeptes est d'accumuler une grande quantité de Soma en capturant des vierges nubiles et en les torturant afin de les transformer en réservoir humain.

## Personnages

### Athos
Alexander "Sasha" Nikolaevich Hell ("サーシャ" アレクサンドル＝ニコラエビッチ＝ヘル, Arekusandoru "Sāsha" Nikoraebicchi-Heru, Александр "Саша" Николаевич Хэлл)
Voix japonaise : Junko Minagawa (drama CD), Yūko Sanpei (anime)
Personnage principal de l'histoire. C'est un Qwaser capable de contrôler le Fer qui a été envoyé en mission par Athos. Il est également appelé "Sasha le martyr", bien qu'il n'ait que 13 ans, il est déjà en terminale et est transféré dans la même classe que Mafuyu et ses amis (dans la classe 1-A). Élevé en Russie mais parlant couramment le japonais, il lui arrive que dans certains moments d'émerveillement ou de colère, il laisse échapper quelques mots de sa bouche en russe. Sa réplique favorite est : Furueruyo!! Osoreto tomoni hizamazuke!! (震えよ!!畏れと共に跪け!!, litt. Tremblez et agenouillez vous de peur!).
Il a une personnalité solitaire et n'aime pas traîner avec les autres. Il déteste également être appelé par son surnom par quelqu'un qu'il ne porte pas en son estime. Bien qu'il exécute sa mission de sang froid, il traite les femmes sans ménagement et fait parfois penser à un délinquant sexuel.
Le "Qwaser d'Or" a tué sa belle-sœur, puis a laissé une balafre sur le visage de Sasha. Cette cicatrice au visage n'apparait pas en temps normal mais lorsqu'il engage un combat ou lorsqu'il s'énerve, son visage s'ouvre à nouveau.
Son plat préféré est le Bortsch mais il est très pointilleux sur la qualité du plat et rechignera à en consommer que si la nourriture est bien préparée.
Sa personnalité était autrefois froide et cruelle et se dit au fond de lui : "la gentillesse est une faiblesse, avoir des choses précieuses pour soi sont un point faible alors je jure de ne pas me préoccuper des autres". A l'occasion d'une bataille difficile où Mafuyu fût prise en otage, sa position a changé et décida de protéger toutes les personnes qu'il aime. Lorsqu'il a besoin de se battre pour accomplir sa mission, il lui arrive de forcer les femmes qui l'entourent à lui donner le sein pour qu'il boive leur lait maternel.
Ekaterina "Katja" Kurae ("カーチャ" エカテリーナ＝クラエ, Ekaterīna-"Kācha"-Kurae, Екатерина "Катя" Кураэ)
Voix japonaise : Ui Miyazaki (drama CD), Aya Hirano (anime)
Un des personnages principaux de la série. Il s'agit du Qwaser de Cuivre qui a été envoyé après Sasha par Athos. Elle est capable d'invoquer une poupée faite de cuivre écarlate afin de combattre. Cette "poupée" est l'ange du jugement Anastasia que Katja appelle également "Maman". Katja peut également faire en sorte de déployer des câbles en cuivre dans lequel elle fait passer du courant électrique.
À première vue, ce personnage ressemble à une mignonne petite fille mais en réalité, il s'agit d'une femme froide et sadique. Elle force Hana à se soumettre en la réduisant en esclavage et l'oblige à se plier à tous ses désirs. Elle est inscrite dans la classe 5-3 de l'académie. En réalité, c'est une descendante des Romanov et possède une personnalité emprise d'orgueil, elle se considère elle-même comme une impératrice.
Elizabeth (エリザベス, Erisabesu)
Voix japonaise : Ai Shimizu
Une Qwaser maîtrisant le Titane, cette jeune femme anglaise maîtrise une épée gigantesque de titane du nom d'Excalibur. Elle est capable de modifier la structure moléculaire de sa grosse épée en agitant les molécules qui la compose afin de pouvoir découper à peu près tout et n'importe quoi.
C'était une orpheline qui a été recueillie par Ôtori car il avait perçu un grand potentiel. Elle appelle Ôtori Shinichiroû : "maître", elle a toujours été élevée et entraînée afin de devenir un Qwaser de grand talent. Puis elle a été transférée à l'académie afin de devenir "copain de chambre" de Mafuyu et sa clique.
Elle est innocente et naïve et utilise le pronom "Boku" lorsqu'elle parle d'elle (au Japon, ce pronom est habituellement réservé aux hommes lorsqu'ils parlent d'eux).
Tasuku Fujiomi (藤臣 弼, Fujiomi Taisuku)
Voix japonaise : Kazuyuki Okitsu
Qwaser du Néodyme, il peut controller la "force magnétique" des métaux pour les déplacer a distance.
Il fait équipe avec Mutsumi, qui est sa maria et sa petite amie.
Shinichiro Ōtori (鳳 榊一郎, Ōtori Shin'ichirō)
Voix japonaise : Tōru Ōkawa
Qwaser du Sodium, surnommé Phénix, il est également le maitre de Elizabeth, il lui apprend le maniement de l'épée.
La maitrise de son élément lui permet d'enflammer des objects.

### Étudiants
Mafuyu Oribe (織部 まふゆ, Oribe Mafuyu)
Voix japonaise : Hitomi Nabatame (drama CD), Ayumi Fujimura (anime)
Mensurations : B80/W56/H84
L'héroïne principale de l’œuvre, elle a appartenu à un club de kendo. L'ancien directeur de l'académie l'avait recueillie cette orpheline, elle a été élevée avec Tomo qu'elle considère comme sa sœur. Tomo étant régulièrement la cible de harcèlement psychologique (car abandonnée par son père disparu, elle conserve une place a l'académie et un logement, ce qui donne envie a ses camarades de l'embêter), Mafuyu la protège tout le temps.
La taille de sa poitrine est ordinaire mais elle développe tout de même un complexe à cause de la poitrine de Tomo qui lui semble gigantesque à côté. Cependant, sa poitrine augmente de volume après une période de séparation avec Sasha.
A la base, Sasha et Mafuyu ne s'entendent pas bien car Sasha se conduit de manière obscène envers Tomo et adopte une attitude froid et taciturne. Cependant, à force de se côtoyer et de partager des moments ensemble, Sasha reconnaît la force de Mafuyu et Mafuyu accepte Sasha comme il est.
Elle a un fort sens des responsabilités et est douée pour faire la cuisine. Son Bortsch est capable de satisfaire le palais difficile de Sasha.
Teresa Beria (テレサ＝ベリア, Teresa-Beria, Тереза Берия)
Voix japonaise : Minori Chihara
Elle est la maria de Sasha et deviendra par la suite celle d'Elizabeth.
Elevée comme bonne sœur depuis son plus jeune âge, elle a perdu sa joie d'enfant lorsque des militaires sous les ordres du Qwaser du chlore ont violé et tué les femmes qui s'occupaient d'elle.
Tomo Yamanobe (山辺 燈, Yamanobe Tomo)
Voix japonaise : Kaori Nazuka (drama CD), Aki Toyosaki (anime)
Mensurations B91/W56/H86 (en croissance)
La deuxième héroïne de l’œuvre a été élevée avec Mafuyu. Une de ses particularités est d'avoir une poitrine gigantesque (de bonnet G selon l'auteur). Elle a un tempérament très docile et est un peu neuneu.
Tomo a subi une malédiction lancée par le Qwaser d'or, cette malédiction fait que le Qwaser de l'or peut prendre possession du corps de Tomo et aspirer son soma à tout moment. Tomo semble extrêmement faible face à l'alcool car rien que l'odeur de saké suffit pour qu'elle ait envie d'embrasser n'importe qui.
La couleur de ses pupilles devient dorée lorsque le Qwaser d'or prend possession de son corps, ce même Qwaser considère que le soma de Tomo fait partie d'un des meilleurs au monde.
Hana Katsuragi (桂木 華, Katsuragi Hana)
Voix japonaise : Ai Shimizu (drama CD), Yōko Hikasa (anime)
B79/W54/H79
Elle est l'une des camarades de la classe de Mafuyu. C'est une jeune fille qui traine souvent avec Miyuri et complote régulièrement des coups contre la bande de Mafuyu.
Hana est l'une des leaders des voyous de l'académie de Mikhailov et les autres membres de son groupe l'appellent "Reine" mais il se trouve qu'en réalité, il s'agisse d'une lesbienne attirée par les enfants et également masochiste.
Elle a le coup de foudre pour Katja dès la première rencontre et finit par être soumise à elle en devenant sa maria et en vivant une vie d'esclave.
Dans la seconde saison de l'anime, Hana obtient le pouvoir de contrôler la foudre.
Miyuri Tsujidō (辻堂 美由梨, Tsujidō Miyuri)
Voix japonaise : Ryōka Yuzuki (drama CD), Ayako Kawasumi (anime)
issue d'une famille aisée, elle développera des pouvoirs et se battra sous le surnom de "Lily Kamen" (Lily Masquée dans le manga).
Fumika Mitarai (御手洗 史伽, Mitarai Fumika)
Voix japonaise : Kana Hanazawa
La déléguée de classe de la 1-A, elle a une personnalité timide et se fait embêter par ses camarades de classe au sujet d'une anecdote humiliante en lien avec les toilettes.
Fumika sera également humiliée devant toute sa classe par le Qwaser du mercure.
Elle s'est liée d'affection pour Sasha depuis qu'elle l'a vu sauver un chaton coincé dans un arbre.
Mutsumi Sendou (仙道 六実, Sendou Mutsumi)
Voix japonaise : Nami Kurokawa
Elle est l'actuelle maria de Taisuku (et sa petite amie) et l'ancienne maria de Sasha.
Mutsumi est la première personne bisexuelle que l'on rencontre dans l'histoire.
Miyuki Seta (瀬田 みゆき, Seta Miyuki)
Voix japonaise : Harumi Sakurai
Miyuki est une élève de l'académie privée Suirei, une académie pour filles où les élèves se battent dans une réalité virtuelle, elle détient le second meilleur score de l'école.
Elle est également l'élève la plus populaire de l'école.
Tsubasa Amano (天乃 翼, Amano Tsubasa)
Voix japonaise : Yoshino Nanjō (en)
Elle est élève a l'académie Suirei, tout comme Miyuki.
Miyuki et Tsubasa se connaissent depuis longtemps et entretiennent une relation d'amitié qui évoluera vers l'amour.
Tsubasa est la première personne a mobilité réduite que l'on rencontre dans l'histoire.
Les autres élèves de l'académie ne la portent pas dans leur cœur, allant jusqu'à blâmer les autres élèves qui sont proches d'elle.
Ayame Satsuki (皐月 あやめ, Satsuki Ayame)
Voix japonaise : Yuiko Tatsumi
Ayame suis Miyuki tel son bras droit, elle la porte dans son estime.
Ekaterina "jouera" avec elle tout comme avec Hana.
Lulu Shiizaki (椎崎 るる, Shiizaki Ruru)
Voix japonaise : Satomi Akesaka
Elle est dans la même classe que Ekaterina, et traite Ekaterina sans ménagement.
Sa mère, enrôlée dans une secte, tentera de l'initier en la faisant participer à une orgie.
Ekaterina « jouera » avec elle tout comme avec Hana.
Edgar (エドガー, Edogā)
Voix japonaise : Kaoru Mizuhara
Edgar est un garçon qui a des traits de fille (Trap).
Bien qu'Edgar ne soit pas un Qwaser, il détient un grand pouvoir.

### Antagonistes
Ayana Minase (水瀬 文奈, Minase Ayana)
Voix japonaise : Ayahi Takagaki
Elle est le Qwaser du Magnésium.
Ayana est le premier Qwaser "méchant" que l'on rencontre dans l'histoire.
Croa (クロア, Kuroa)
Voix japonaise : Masuo Amada
Il est le Qwaser du Chlore, il peut asphyxier ses ennemis ou créer de l'acide en mélangeant son élément à de l'eau.
Croa est la personne qui s'en est pris aux proches de Teresa.
Il aurait également participé a la guerre de Croatie en 1995 (tome 2).
Aoi Kuchiba (朽葉 葵, Kuchiba Aoi) et Yū Kuchiba (朽葉 悠, Kuchiba Yū)
Voix japonaise : Risa Hayamizu
Aoi est un Qwaser de l'Oxygène, elle est atteinte d'une forme de schizophrénie qui la pousse à se faire passer pour son défunt frère. Ce traumatisme lui est arrivé lors de l'éveil de son pouvoir, quand elle tua son frère qui essayait de la violer lors d'une cérémonie eucharistique.
Eva-Q (エヴァ＝Q（クー）, Eva-Kū) et Eva-R (エヴァ＝R（エル）, Eva-Eru)
Voix japonaise : Mai Nakahara (Eva-Q), Yukari Tamura (Eva-R)
Les servantes et esclaves sexuelles de Eva Silver.
Eva Silver aurait une esclave pour chaque lettre de l'alphabet.
Eva Silver (エヴァ＝シルバー, Eva-Shirubā)
Voix japonaise : Yū Asakawa
Eva est le Qwaser du Mercure, elle a des penchants sado et aime humilier les gens publiquement.
Jackal (ジャッカル, Jakkaru)
Le Qwaser du Plomb. Son apparition dans l'histoire n'est que de courte de durée, et aurait pour principal effet de réveiller la mémoire de Sasha au cours d'un combat.
Joshua Phrygianos (ジョシュア＝フリギアノス, Joshua-Firigianosu, Τζοσουα Φρυγιανος)
Voix japonaise : Masaya Matsukaze
Qwaser du Roentgenium, élément n'existant pas à l'état naturel et ne pouvant subsister que 1,5 milliseconde, Joshua n'a de Qwaser que le titre jusqu'à ce que le Qwaser de l'or lui permette de manier le cuivre.
Il est le grand frère de Jita.
Friederich Tanner
Voix japonaise : Ken Narita
Il se fera passer pour le professeur de la classe de Mafuyu.
Georg Tanner
Voix japonaise : Koji Yusa
Le frère de Friederich Tanner.
Jita Phrygianos
Voix japonaise : Fuyuka Ōura
Qwaser du Carbone, son pouvoir lui permet de créer des armes en diamant.
Milk
Wan Chen
Voix japonaise : Kenji Hamada
Directeur de l'académie Suirei et Qwaser du Silicium, son pouvoir lui permet de contrôler le verre.

### Les Météors
Nami Okiura
Voix japonaise : Sayuri Yahagi
Elle se fera passer pour une élève de l'académie Mikhailov. Elle est dépourvue du sens du goût.
Nami est également capable de transformer les gens en esclaves qui lui obéiront aveuglement, en leur injectant un poison dans les veines.

### Autres personnages
Yuri Noda (ユーリ＝野田, Yuri Noda)
Voix japonaise : Susumu Chiba
Un prêtre avec un cache œil. Ce personnage est pourvu d'une personnalité blagueuse.
Une courte scene du tome 11 insinuerait qu'il cache un atout derrière son cache œil.
Urara Oikawa (及川 麗, Oikawa Urara)
Voix japonaise : Sayaka Ohara
Infirmière scolaire.
Yumie Hiiragi (柊 弓江, Hiiragi Yumie)
Voix japonaise : Rina Satō
élève sérieuse qui développera des sentiments pour Sasha.
Astarte (アスタルテ, Astarte)
Voix japonaise : Mai Goto
Big Ma'am (ビッグ マム, Biggu Mamu)
Voix japonaise : Kimiko Saitou
Bien que Big Ma'am n'ait aucun pouvoir, sa force et sa connaissance des combats militaires lui permettent de tenir tête à Sasha, Ekaterina, Tasuku et leurs marias, en même temps. Elle entrainera Sasha et ses alliés pour qu'ils dépassent leurs faiblesses.

## Manga
La série est publiée entre septembre 2006 et juillet 2016 dans le magazine Champion Red. Le premier volume relié est publié le 20 décembre 2006 par Akita Shoten. La version française est éditée par Kazé entre octobre 2008 et décembre 2015. La série est aussi éditée en Amérique du Nord par Tokyopop, en Italie par J-Pop et à Taïwan par Ever Glory Publishing.

### Liste des volumes
| no | Japonais          | Japonais          | Français         | Français          |
| no | Date de sortie    | ISBN              | Date de sortie   | ISBN              |
| -- | ----------------- | ----------------- | ---------------- | ----------------- |
| 1  | 20 décembre 2006  | 978-4-253-23103-9 | 23 octobre 2008  | 978-2-84965-499-6 |
| 2  | 20 avril 2007     | 978-4-253-23104-6 | 12 décembre 2008 | 978-2-84965-523-8 |
| 3  | 20 septembre 2007 | 978-4-253-23105-3 | 26 février 2009  | 978-2-84965-578-8 |
| 4  | 20 février 2008   | 978-4-253-23106-0 | 23 avril 2009    | 978-2-84965-578-8 |
| 5  | 18 juillet 2008   | 978-4-253-23107-7 | 9 juillet 2009   | 978-2-84965-626-6 |
| 6  | 19 décembre 2008  | 978-4-253-23108-4 | 8 octobre 2009   | 978-2-84965-656-3 |
| 7  | 20 mai 2009       | 978-4-253-23109-1 | 28 janvier 2010  | 978-2-84965-749-2 |
| 8  | 18 décembre 2009  | 978-4-253-23476-4 | 29 avril 2010    | 978-2-84965-803-1 |
| 9  | 20 avril 2010     | 978-4-253-23477-1 | 21 avril 2011    | 978-2-82030-098-0 |
| 10 | 20 octobre 2010   | 978-4-253-23478-8 | 1 juillet 2011   | 978-2-82030-151-2 |
| 11 | 18 mars 2011      | 978-4-253-23479-5 | 7 mars 2012      | 978-2-82030-310-3 |
| 12 | 19 août 2011      | 978-4-253-23480-1 | 22 août 2012     | 978-2-82030-403-2 |
| 13 | 20 janvier 2012   | 978-4-253-23481-8 | 17 juillet 2013  | 978-2-82030-697-5 |
| 14 | 20 juin 2012      | 978-4-253-23482-5 | 8 janvier 2014   | 978-2-82031-563-2 |
| 15 | 20 décembre 2012  | 978-4-253-23483-2 |                  |                   |
| 16 | 20 mai 2013       | 978-4-253-23484-9 |                  |                   |
| 17 | 18 octobre 2013   | 978-4-253-23485-6 |                  |                   |
| 18 | 20 mars 2014      | 978-4-253-23486-3 |                  |                   |
| 19 | 20 août 2014      | 978-4-253-23487-0 |                  |                   |
| 20 | 20 janvier 2015   | 978-4-253-23488-7 |                  |                   |
| 21 | 19 juin 2015      | 978-4-253-23801-4 |                  |                   |
| 22 | 20 novembre 2015  | 978-4-253-23802-1 |                  |                   |
| 23 | 20 avril 2016     | 978-4-253-23803-8 |                  |                   |
| 24 | 20 septembre 2016 | 978-4-253-23804-5 |                  |                   |

## Anime
L'adaptation animée est divisée en deux saisons, produites par Hoods Entertainment et diffusées sur les chaînes UHF.
La première saison, diffusée du 9 janvier au 20 juin 2010, compte 24 épisodes. La seconde saison de 12 épisodes fut diffusée du 11 avril 2011 au 28 juin 2011,. L'anime est édité en France par Dybex.
Une OAD nommée Seikon no Kweisā : Jotei no Shouzou (聖痕のクェイサー: 女帝の肖像) est sorti avec le dixième tome du manga le 20 octobre 2010.
L'anime a été diffusé en deux versions, une censurée pour la télévision faisant apparaître de larges effets lumineux sur les parties érotiques des femmes lors des scènes de lactation érotique et l'autre version non-censurée destinée à être vendue sous forme de DVD et Blu-ray.
La doubleuse japonaise Aya Hirano du personnage controversé de Katja, dont l'âge n'est pas précisé dans la série mais dont l'apparence enfantine et les comportements sexuels adultes la rapprochent du style lolicon, a subi la pression de lobbys au Japon la forçant à se retirer temporairement du milieu du doublage et de la musique[réf. nécessaire].